# Korabovka
Korabovka es el nombre de una variedad cultivar de manzano (Malus domestica). Originado en Rusia, fue descrito en 1855. Galardonado con el "Premio al Mérito" de la Royal Horticultural Society (RHS) en 1896 bajo su sinónimo 'Cardinal'. Las frutas tienen una carne suave y blanca con un sabor dulce y vinoso. Esta manzana está cultivada en la colección de germoplasma de manzanas del CSIC, con el nombre de 'Koraborka'. 'Korabovka' se cultiva en la National Fruit Collection con el número de accesión: 1949 - 169 y Accession name: Korabovka. Así mismo está cultivada en diversos viveros entre ellos algunos dedicados a conservación de árboles frutales en peligro de desaparición. Esta manzana se lleva cultivando una centuria en la comunidad de La Rioja, donde tuvo su mejor época de cultivo comercial antes de la década de 1960, y actualmente en menor medida aún se encuentra.

## Sinónimos
- "Cardinal",
- "Karabovka",
- "Karolkowski",
- "Kiarolkowski",
- "Kiarolowksi",
- "Kierakouiski",
- "Kiorabkawski",
- "Kiorabkowski",
- "Korobovskoe",
- "Korobowka",
- "Medunichka sladkaya",
- "Peter the Great",
- "Pierre le Grand",
- "Tartnell",
- "Tartnell's",[2]
- "Koraborka".[2]

## Historia
'Korabovka' es una variedad de manzana, obtención en la provincia de Novgorod, Rusia, descrito por vez primera en 1855. Recibió el Premio al Mérito de la Royal Horticultural Society (RHS) en 1896 bajo su sinónimo "Cardinal".
En La Rioja 'Koraborka' está considerada incluida en las variedades locales tradicionales muy antiguas, cuyo cultivo se centraba en comarcas muy definidas. Se caracterizaban por su buena adaptación a sus ecosistemas y podrían tener interés genético en virtud de su adaptación. Se encontraban diseminadas por todas las regiones fruteras españolas, aunque eran especialmente frecuentes en la España húmeda. Estas se podían clasificar en dos subgrupos: de mesa y de sidra (aunque algunas tenían aptitud mixta).
'Koraborka' es una variedad clasificada como de mesa; difundido su cultivo en el pasado por los viveros comerciales y cuyo cultivo en la actualidad se ha reducido a huertos familiares y jardines privados.

## Características

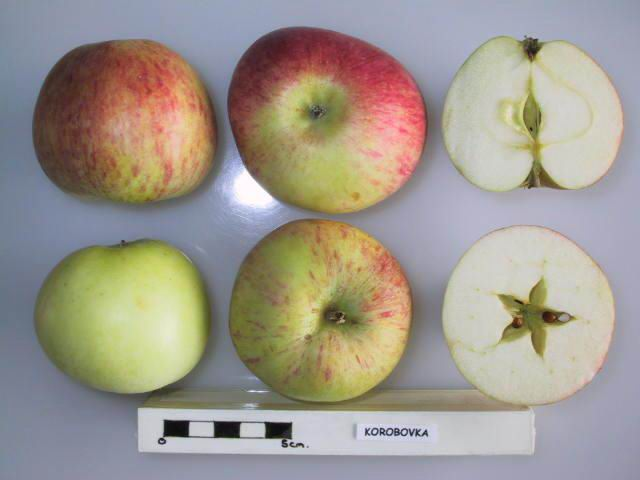
Secciones de la manzana Korobovka.

El manzano de la variedad 'Koraborka' tiene un vigor alto; florece a inicios de mayo, tiene un tiempo de floración que comienza a partir del 3 de mayo con el 10% de floración, para el 7 de mayo tiene una floración completa (80%), y para el 13 de mayo tiene un 90% de caída de pétalos, las flores pueden tolerar heladas tardías; tubo del cáliz ancho, en forma de cono o de embudo con tubo que roza el corazón, y con los estambres situados por debajo de su mitad o basales.
La variedad de manzana 'Koraborka' tiene un fruto de tamaño grande; forma redondeada, a veces achatada por los dos polos, rebajada de un lado, y contorno levemente asimétrico; piel fina, semi-brillante; con color de fondo verdoso o crema con reflejos verdosos, importancia de sobre color medio, color del sobre color rojo, rosa a cobrizo, distribución del sobre color en chapa/pinceladas, presenta chapa rosa cobrizo en zona de insolación, desde la cavidad del pedúnculo parten radialmente unas pinceladas finas y entrecortadas de un rojo ciclamen que se extienden parcialmente, acusa punteado abundante, de tamaño más bien pequeño, blanquinoso o ruginoso y con aureola blanca, y una sensibilidad al "russeting" (pardeamiento áspero superficial que presentan algunas variedades) débil; pedúnculo corto, verde y lanoso, anchura de la cavidad peduncular ancha, profundidad de la cavidad pedúncular profunda, con chapa ruginosa en el fondo que en forma estrellada rebasa la cavidad, bordes ondulados, irregulares y rebajados de un lado, y con importancia del "russeting" en cavidad peduncular media; anchura de la cavidad calicina de variada amplitud, profundidad de la cav. calicina profunda, lisa o suavemente fruncida, bordes ondulados, y con importancia del "russeting" en cavidad calicina débil; ojo de tamaño medio, entreabierto o cerrado; sépalos compactos en su base, de forma triangular y puntas agudas, convergentes o divergentes, a veces entrecruzadas, color verde grisáceo y tomentoso.
Carne de color crema; textura algo seca y suave, llegando a hacerse harinosa; sabor agradable, levemente acidulado, muy dulce, de lo contrario soso; corazón más bien pequeño, situado más cerca del pedúnculo; eje agrietado; celdas grandes y semiarriñonadas, cartilaginosas; semillas abundantes, ovoides, de color castaño claro.
La manzana 'Koraborka' tiene una época de maduración y recolección media en verano-otoño, se recolecta desde mediados de agosto hasta finales de septiembre. Se mantiene dos meses en cámara frigorífica. Se usa como manzana de mesa fresca.

## Ploidismo
Diploide, auto estéril. Grupo de polinización C. Día 8.